# TA40 (水雷艇)
TA40は第二次世界大戦時のドイツ海軍の水雷艇。元はイタリアのアリエテ級水雷艇「プニャーレ (Pugnale)」であり、1943年9月のイタリアの降伏に伴いドイツに接収された。
トリエステのC.R.D.A.で建造。1943年1月9日起工。同年8月1進水。1944年7月7日就役。
1944年2月12日から8月13日までの間に「TA40」は3度の護衛任務と4度の機雷敷設任務に従事した。
8月4日、「TA38」とともにイタリア沿岸への機雷敷設作戦に従事。続いて8月12日には「Kiebitz」と、8月12-13日には「Kiebitz」、「TA38」、「TA39」と、8月19日には「TA37」、「TA38」、「TA39」とともに機雷敷設作戦に従事した。9月27-29日の「Kiebitz」と「TA20」による機雷敷設作戦では護衛を務めた。
10月、en:Molat島攻撃（Da Capo作戦）に参加。10月9から11日、「TA40」は駆潜艇「UJ202」、「UJ208」およびSボート8隻と共に島の無線所や灯台破壊を行った。また、港に対する雷撃が行われたが、敵艦船は出払っていたため埠頭の破壊のみに終わった。帰路、「TA40」はイギリスのMTBやMGBと交戦し、2隻を損傷させたが「TA40」も被弾した。
10月12から13日の夜、「TA40」および駆潜艇2隻などは汽船「Prometheus」護衛中にMTBと交戦。11月1日に水雷艇「TA20」と駆潜艇「UJ202」、「UJ208」が撃沈されると、「TA45」は「TA40」や魚雷艇「S33」、「S154」とともに捜索活動にあたった。
11月2日から3日の夜、アドリア海北部で機雷敷設を行う機雷敷設艦「Kiebitz」を「TA45」（または「TA44」、「TA45」）とともに護衛。この部隊は途中9機による空襲を受け、3機を撃墜した。同じころ機雷敷設に従事していた「Goffredo Mamelli」が触雷し、「TA40」は「Goffredo Mamelli」をトリエステまで曳航した。11月11-12日、「Fasana」と「TA45」による機雷敷設作戦を掩護。11月23-24日には「TA45」、「Fasana」、「MFP948」とともに機雷敷設作戦に従事。11月15-16日の「TA40」と「TA45」、「Fasana」による機雷敷設作戦の時は「Fasana」の舵が働かなくなり、「TA45」が「Fasana」を曳航して引き返した。
12月7-8日と12月15日、「TA45」、「Fasana」による機雷敷設作戦を掩護。また、同月「TA40」はパグ島沖で触礁した。
1945年1月20日、トリエステで空襲を受け爆弾1発が命中。3週間活動不能となる。
4月13日未明、セニに対する艦砲射撃を行うために出撃していた「TA40」と「TA45」はイギリス魚雷艇の攻撃を受けて「TA45」が撃沈された。
5月4日にモンファルコーネで、または5月1日にトリエステで自沈。